# Olivia Pedroli
Pour les articles homonymes, voir Lole (homonymie).
Olivia Pedroli est une auteure-compositrice-interprète suisse née en 1982. Elle s'est produite entre 2005 et 2010 sous le pseudonyme de Lole avant de reprendre son nom. 
Artiste pop-folk à ses débuts, son univers est désormais teinté d'expérimental, de classique et de jazz. Elle travaille aussi pour le théâtre et le cinéma.

## Biographie
Olivia Pedroli est la fille d'un père tessinois et d'une mère suisse-allemande tous deux biologistes,,. Elle passe son enfance à Neuchâtel au côté de son frère aîné, Raphaël,. À partir de ses cinq ans, elle étudie le violon au conservatoire et en sort diplômée à l'âge de dix-huit ans,. Devenue adulte, c'est lors d'un voyage en Nouvelle-Zélande qu'elle découvre le chant. En formation à l'École normale de Bienne afin de devenir enseignante, elle présente ses compositions lors d'une jam chez des amis où elle est repérée par un représentant du Caprices festival.
Son premier album, The Smell of Wait, paraît en 2005 sous le pseudonyme de Lole ; il est jugé « rafraîchissant mais brouillon » par Le Temps. L'année suivante, elle apparaît dans le Forum des 100.
Sugary and Dry, arrangé par Simon Gerber, sort en 2007. Sur un registre mélancolique, la chanteuse alterne toujours entre différents styles (folk, jazz, rock, blues etc.) mais elle « habite » désormais davantage ses titres. Lole part en tournée ; elle se produit notamment au Festi'neuch, et en première partie de divers artistes dont Alain Bashung et Marianne Faithfull,,.
En 2009, elle collabore avec le producteur Valgeir Sigurðsson pour The Den et abandonne son pseudonyme. Elle travaille aussi sa voix auprès d'une cantatrice mozambicaine. L'album prend une orientation classique. Libération relève une évolution du style avec des « compositions mélodramatiques » tandis que La Côte considère l'opus « cohérent », oscillant entre une certaine sobriété et la démesure de la musique orchestrale.
En 2011, elle joue sur scène avec une quinzaine de musiciens de l’Ensemble symphonique Neuchâtel,.
En 2013, elle est nommée au Prix du cinéma suisse pour la musique du documentaire Hiver Nomade,.
En 2014, A Thin Line sort sur le label français Cristal Records, toujours en collaboration avec Valgeir Sigurðsson. Son titre symbolise les zones dans lesquelles « les dualités, les contradictions, se rencontrent », qu'il s'agisse des individus ou plus généralement de la société.  Selon Olivia Pedroli, c'est la traversée de la frontière lors d'un voyage à Gaza quelques années auparavant qui l'aurait inspirée. L'identité figure aussi parmi les thèmes qui y sont abordés. La dernière piste, Glassbirds, est un hommage au compositeur Philip Glass. Pour France Info, cet album, avec un « univers onirique et mélancolique », mêle « folk, classique et musique expérimentale ». Les Inrocks émettent une critique favorable en évoquant, pour leur part, la filiation avec Björk. La même année, elle conçoit une installation audiovisuelle, Préludes pour un loup, pour le Muséum d’histoire naturelle de Neuchâtel,. Elle y explore de nouveau le thème des ambivalences, notamment celles des êtres humains à l'égard de l'animal qui est tour à tour vu comme un sauveur, une proie et un prédateur,,.
À partir de 2015, elle développe des projets théâtraux en parallèle de sa carrière musicale. Le Théâtre de Vidy co-produit et accueille ainsi Uncertain Clarity qui mêle travail musical et visuel.[réf. souhaitée].

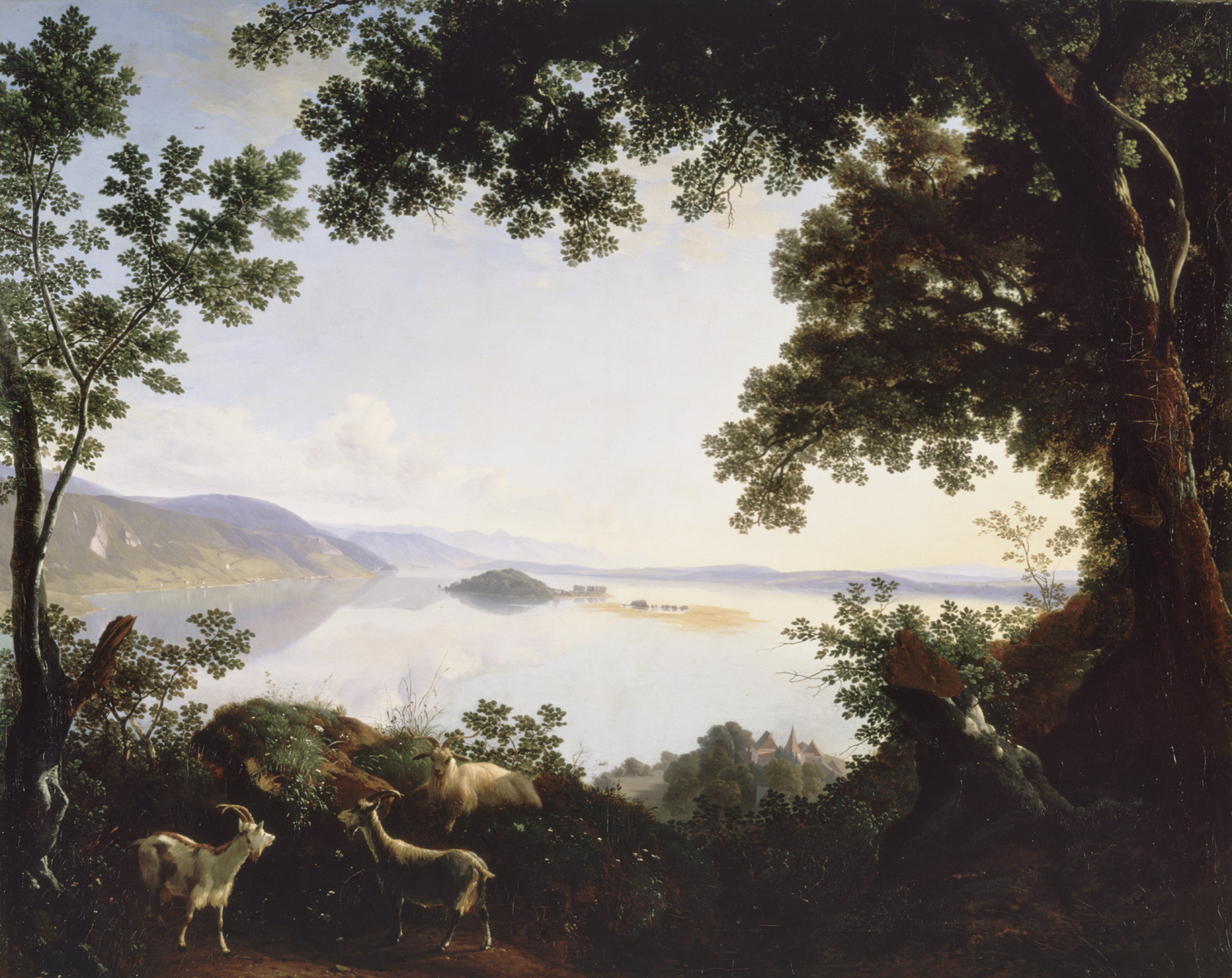
Maximilien de Meuron, Vue de l’île de Saint-Pierre (1825)

En 2016, elle figure parmi les dix-huit artistes invités à créer une ré-interprétation de la Vue de l’île de Saint-Pierre du peintre Maximilien de Meuron dans une galerie neuchâteloise. À cette occasion, elle propose un vinyle mettant en exergue « l’île dans son idéal d’hier et sa réalité sonore polluée d’aujourd’hui ».
En 2019, Olivia Pedroli crée une œuvre audiovisuelle intitulée Les Volontés. Elle y fait dialoguer passé, présent et futur à travers des archives sonores — par exemple la voix de son grand-père qui avait enregistré son testament sur un dictaphone — et interroge, ce faisant, le rapport des hommes aux technologies, ainsi que le sujet de la transmission.
En 2020, elle obtient le Prix du cinéma suisse  dans la catégorie « meilleure musique de film » pour le documentaire Immer und Ewig de Fanny Bräuning (de),. Elle avait également été nommée au DOK.fest Munich.[réf. nécessaire]

## Musique de films
- Immer und Ewig, de Fanny Bräuning, documentaire, Suisse, 2018
- Hiver nomade, de Manuel von Stürler, documentaire, Suisse, 2012